# 亞眶副牙脂鯉
亞眶副牙脂鯉（学名：Parodon suborbitalis）為輻鰭魚綱脂鯉目脂鯉亞目下口半脂鯉科的其中一個種，分布於南美洲奧里諾科河及馬拉開波湖流域，體長可達12.1公分，棲息在水流快速的水域，以藻類及水生昆蟲為食，生活習性不明。